# 第376步兵師 (德國國防軍)
德國國防軍陸軍第376步兵師（德語：376. Infanterie-Division）是納粹德國國防軍陸軍的一個步兵師。該師於1942年3月組建。
該師組建後，在德國國內駐紮。1942年6月，該師調往東線，此後一直在當地作戰。
該師於1943年1月斯大林格勒战役被殲，同年2月重建，重建後繼續在東線作戰。
該師最後於1944年8月第二次雅西-奇西瑙攻勢被殲，同年10月解散。

## 註腳
1. ↑  Mitcham（2007年）